# Soe Falimaua
Soe Falimaua (nascido em 4 de abril de 1982) é um jogador de futebol da Samoa Americana que atua como zagueiro pelo Pago Boys FC. Ele fez parte da Seleção da Samoa Americana de Futebol, participando da maior goleada do futebol, a derrota por 31-0 para a Austrália.